# Dimbsthal
Dimbsthal – miejscowość i gmina we Francji, w regionie Grand Est, w departamencie Dolny Ren.
Według danych na rok 1990 gminę zamieszkiwało 235 osób, 123 os./km².